# Maximum the Hormone
A Maximum the Hormone (マキシマム ザ ホルモン) egy japán metalegyüttes, amelyet 1998-ban alapítottak.
Hachioji Tokió a származási helyük. A felállásuk Daiszuke-han, Nao, Maximum the Ryo-kun és Ue-chan, a jelenlegi formában mintegy 1999 óta. Minden egyes tag fronténekesként van jelen az együttesben, gyakran ugyan azon a számon belül is többen vezetik az éneket, egyedül Ue-chan kivételével aki szinte kizárólagosan a háttéréneket vállalja be.
Az együttes leginkább a konvenciókhoz nem szokott és kísérleti, tapasztalati stílusáról ismerhető fel az alternatív metál zenében. A pályafutásuk során nagy sikereket értek el, mégpedig magukba foglalva a heavy metal, a hardcore punk, pop, funk, hiphop és ska elemeit a számaikba. Stilisztikailag a zeneszámaik hangskálája a kezdeti sötét és komolyból az ironikusba és humorosba megy át, gyakran drasztikus váltásokkal a sebességben és zenejátszási módban egészen a szám végéig. A zenevideóik gyakran gúnyolódó vonatkozásúak, úgy mint a "Rolling1000t00n" amely bemutat egy hátrányos helyzetű (a szükséges karate gyakorlatozás képeivel) fiatalt aki szembekerül egy fennhéjázó szájhőssel. Valamint a "Koi noMega Lover" amely bemutatja egy nem hétköznapi fura fiatalember ügyetlen, kétbalkezes szerelmi próbálkozásait, amelyeket elutasítja egy fiatal és szép lány. Ezekkel mint egy görbe tükröt tartva mások elé.

## Története

### 1998–2001: Megalakulás, korai napok, változások, és a név jelentése
A Maximum the Hormone együttes 1998-ban lett megalapítva az énekes Daisuke Tsuda és a dobos Nao Kawakita által. Miután a toborzás révén csatlakozott hozzájuk a gitáros Key és a basszusgitáros Sugi és játszottak néhány regionális fellépésen, az együttes aláírt egy szerződést a japán Sky Records-szal. A.S.A. Crew volt az első albumuk, amely megjelent és az egyetlen teljes hosszúságú album kiadás, amelyben az eredeti felállás hallható, a zenekar alapítóival. Akkoriban Daisuke a zeneszámok szövegeit teljesen angolul írta és így a 'Maximum the Hormone' is latin betűkkel lett bejegyezve. Később két tag is elhagyta az együttest, a gitáros Key és a basszusgitáros Sugi, mindezt 1999 során tették meg.
Ebből kifolyólag a zenekar felvette Nao Kawakita öccsét Ryo-t, aki fiatal kezdő középiskolás kora óta gitározott, emellett énekelt is. Azóta Ryo az együttes társ-vezetői énekese, kezeskedik a tiszta hangokért, mialatt Daisuke gondoskodik a durva, nyers hangokért és a rap-ért. Az új felállás a basszusért felelős Ue röviddel Ryo utáni csatlakozásával lett teljes. Ezt követően egy jelentős változás állt be, ugyanis az együttes tagjai eldöntötték, hogy nevüket ezentúl katkana használatával fogják leírni utalva a zenekar összetételében beállt változásokra. Ez magába foglalta azt is, hogy nem csak angol nyelvet, hanem japánt is használtak szövegeik megalkotásában.
Mikor az együttest a nevük eredetéről és jelentéséről kérdezték egy interjú során, Maximum the Ryo úgy nyilatkozott, hogy: "Értsd úgy ahogy akarod, bármit jelenthet attól kezdve, hogy a japán nemzeti konyhán kifőzik az állatok zsigereit, egészen addig a maximális érzésig ahol a hormonjaid felforrnak! Bár mikor külföldre utazunk az emberek sokszor hiszik azt, hogy mi valamilyen szexuális teljesítményt növelő energiaital vagyunk."
A "Hormone" (vagy horumon) a yakiniku egy változata (Japán BBQ) amelynél rengeteg tipikusan eldobott, vagy félretett belsőszervet grilleznek és apróra vágott darabkákként feltálalva fogyasztják.

### 2002–2005: Mimi Kajiru és Rokkinpo Goroshi
2002-ben az együttes elhagyta a Sky kiadót és szerződést kötött a Mimikajiru lemezkiadóval. A zenekar készített egy új kislemezt is a "Niku Cup"-ot, a teljes hosszúságú albumukat követően pedig a Mimi Kajiru-t készítették el.
Az első albumukat követően mint együttes egy sokkal inkább tradicionálisabb megközelítést használtak a lemezek kiadásához. A következő albumuk a Kusoban, amely 2004-ben került kiadásra, még közelebb hozta az ellentétes heavy metal zenét összekeverve a könnyed pop zenével ami igencsak nagy figyelmet vont rájuk a társadalom köreiben.
Így a Kusoban kiadása után az együttes leszerződött egy új kiadóval a VAP-al, egy jelentősebb lemezkiadó vállalattal.
Ezt követően a zenekar kiadott még pár darab kislemez számot mielőtt elkészültek volna a következő albumukkal, a Rokkinpo Goroshi-val. A megjelentetés nagy hatással volt a rajongó táborukra, ahogy egyre több fellépést vállaltak el és egyre több fesztiválon léptek föl, még egy élőfelvételes DVD-t is kiadtak, a Devu vs. Debu-t. Ráadásként a fent említett "Rolling1000t00n" egy anime az Air Master epizódjainak végén található lezáró zene (ending) ként jelent meg, valamint emellett a DrumMania nevezetű játékgépen is lejátszható szám ként került kiadásra (a gép egy általában játéktermekben található szerkezet, amin különböző zeneszámokat lehet lejátszani, úgy hogy a használója szimulációsan egy dobos megszemélyesítéseként játszik). A zeneszám címe igazából játék a szavakkal. Kombinálja a benne található szám 1000 (kiejtésileg "szen") és a toon (kiejtésileg "ton") kapcsolatot, ami így lesz "rolling senton". A senton egy ugrás szerű mozdulat a profi birkózásban, ami gyakran tartalmaz bukfencezéseket is. A koncepció illusztrálva látható a videó végén, amikor is a főszereplő (a basszus gitáros Ue-chan) leteríti ellenfelét, azzal hogy felugrik a levegőbe és számos forgás elvégzésével végül a végső csapással érkezik a földre, vagyis ellenfelére.

### 2006–2007: Bu-ikikaesu és sikerek a kereskedelemben
2006-ban az együttes belépett a populáris kultúrába a "Koi ni Mega Lover" című számukkal, amely elérte a kilencedik helyezést az Oricon táblázaton a nyár folyamán, ez volt az első top tízes számuk japánban. A zenekar több számukat is anime sorozatokban jelentette meg, ezek a "What's Up People?!" és a "Zetsubou Billy" melyek nyitó (opening) és lezáró (ending) számok, a Death Note című anime sorozatban. Illetve az "Akagi" nevezetű számot az Akagi című anime sorozatban lezáró számként.
Két kislemez szám promóciója és a televízióban leadott zeneszámok után a Maximum the Hormone megjelentette a következő albumukat a Bu-ikikaesu-t. Az album egy nagy rekordot jelentett az együttes számára, ugyanis az ötödik helyen debütáltak az Oricon táblázaton, az első alkalommal, hogy egy egész albummal helyezést értek el a ranglistán. Ezen kívül japánban az albumért az aranylemezt is kiérdemelte a Maximum the Hormone, a ranglétrán és eladások számán elért sikereik következtében.

### 2008–2010: "Tsume Tsume Tsume" és az első és második szüneteltetés

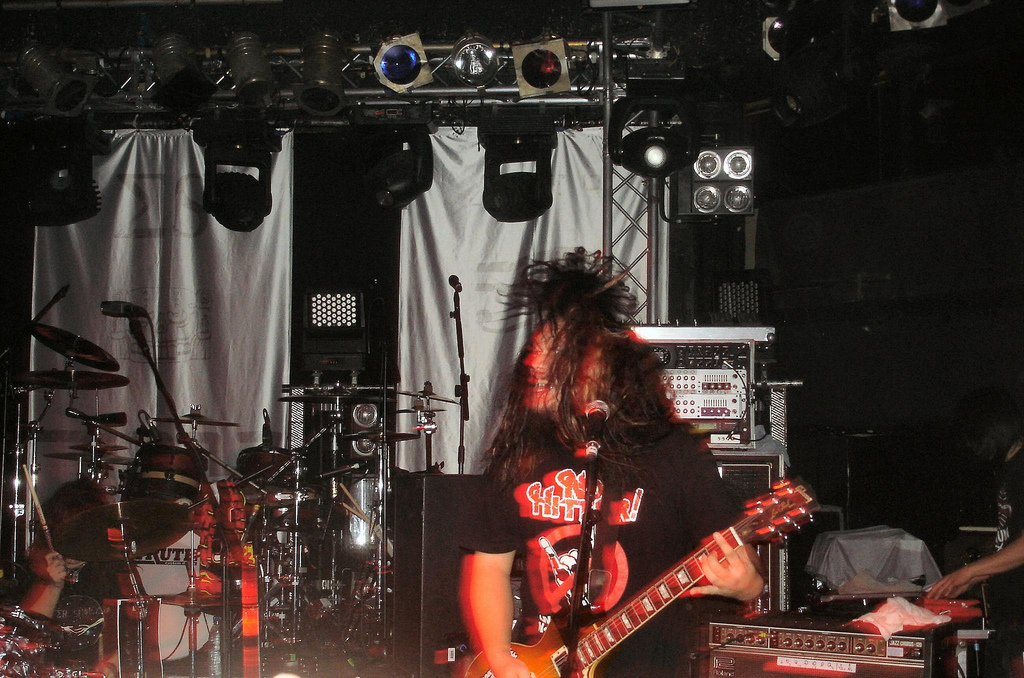
A Maximum the Hormone fellépése 2008-ban

2008-ban a zenekar megjelentette a második élőfelvételes DVD-jük is a Deco Vs Deco, valamint megtették az első fellépéseket a tengeren túli rövid turné formájában, keresztül az Egyesült Államokon és Kanadán a Dropkick Murphys (egy amerikai kelta punk zenekar) segítségével. Ezen év május harmadikán a Maximum the Hormone fellépett a hide megemlékezési találkozón sok más zenész és művész mellett, megemlékezve az elhunyt zenészről a japán származású Hide-ról. Ezt követően megjelent egy új kislemezük a "Tsume Tsume Tsume/F" címmel ellátva, újabb címletes számokat felsorakoztatva a tartalmában. A "Kill all the 394" a Tsume Tsume Tsume" turné elején lett megjelentetve júliusban, és elérte a második helyezést az Oricon heti kislemez tábláján. A turné folytatódott egészen 2008 október 16-ig, egy ráadás befejező turnéval amely november harmincadikán lett megtartva. A zeneszám témája az "F" egy Dragon Ball anime karakterre utal, nevezetesen "Freeza"-ra (magyar szinkronizálásban Dermesztő).
Október 27-én a Maximum the Hormone megtette az első fellépéseit az Egyesült Királyságokban, segítve az "Enter Shikari" brit együttest a Bournemouth-i fellépésüknél. Ezt a turnét folytatták együtt az Enter Shikari zenekarral egészen november 3-ig. Olyan helyszíneken játszva mint az Exeter, Southampton, és Folkstone. A befejezés előtt két éjszakát pedig a London Astoria-n. Azonban még az Enter Shikari együttessel való találkozást megelőzően bejelentették, hogy Daisuke torka egészségügyi szempontok miatt megkövetel bizonyos javító műtéteket. Ezzel azt okozva az együttesnek, hogy átmenetileg szüneteltessék a zenélést, mialatt teljesen felépül. A kihagyás decemberben kezdődött és hónapokig eltartott, mire újra nekikezdhettek a zenéléshez.
Miután Daisuke felépült a torok műtétéből a zenekar több nagy előadáson is fellépett japánban a Bring Me the Horizon és a Blessed by Broken Heart közreműködésével 2009 májusában. Mivel meglehetősen jól ment a zenekar sorsa, ezért megnyerték a "Best Rock Video", vagyis a legjobb rock videóért járó díjat, a Tsume Tsume Tsume elkészítéséért 2009-ben az, amit MTV Video Music Awards Japan díjátadón vehettek át.
2009. november 19-én a zenekar közzétett egy esemény álláspontját a hivatalos oldalukon, megosztva mindenkivel azt a tényt hogy Nao terhes lett. Azonban hosszas megbeszélések után az együttesben lévő társaival és mellettük a személyzettel, végül Nao úgy határozott, hogy folytatja az összes fellépést. Ennek ellenére november harmadikán Nao megbetegedett és azonnali kórházba szállítását követően az orvosok tájékoztatták róla, hogy mennyire egészségtelen lenne az ő és a magzata számára, ha továbbra is folytatná a fellépéseket. Ez eredményezte azt, hogy az együttes másodjára is szüneteltetésre kényszerült amíg Nao ki nem hordta a gyermekét. Így rákényszerültek arra, hogy minden fellépést visszavonjanak beleértve az Ausztrál 2010-es "Soundwave Festival"-on való megjelenésüket is.
2010. május 6-án a zenekar újabb hírt tett közzé a hivatalos weboldalukon, a közlemény arról szólt, hogy Nao életet adott egy egészséges lány kisbabának, és hogy többet nem lesznek szüneten, hanem visszatérnek a zenei világba. Az együttes tagjai egy extra megjelenéssel kerültek vissza a zeneiparba, az élő szerepjátékos adaptációjában a "BECK" című mangának.
Nevezetesen 2009-ben a Megadeth gitárosa Marty Friedman fellépett egy kizárólagosan hangszeres feldolgozásával a Tsume Tsume Tsume előadásával, tisztelegve a Maxim the Hormone felé, elkészítve közben a saját albumát a Tokyo Jukebox-ot. A címben nem említette, azonban a végéhez közelítően a szám végénél bevágott egy rövidített változatot a Maximum the Hormone Lousiana Bob című számából.

### 2011–2014: Visszatérés, a "Greatest the Hits" és Yoshu Fukushu
Később 2011. február 7-én az zenekar kiadott egy új videót a "Chiisana Kimi no Te (小さな君の手)" – valamint a hivatalos weboldalukon is közzétették.
Az együttes kislemeze a "Greatest the Hits 2011–2011" március 23-án lett kiadva és a debütálást követően első helyet értek el az Oricon heti kislemez tábláján. Ugyanazon év júniusában Európai turnékon jártak. Augusztus elején pedig a "Pentaport Rock Festival"-on léptek fel a Dél-koreai Incheon-ban.
A legújabb albumuk a Yoshu Fukushu 2013. július 31-én lett kiadva, így az első teljes albumuk mintegy hat év után. Ez volt az első albumuk, ami elérte az első helyet az Oricon tábláján, mindezt egyből a kiadást követő héten. A CD egyedi csomagolásban jelent meg. Megközelítőleg olyan volt mint egy átlagos standard DVD betakarva mint egy manga. Az együttes oldalán az a leírás olvasható, hogy ez egy őrjöngő 156 oldalas könyv az "Our Merciless Home'war'k" (vagyis az könyörtelen házi'háború'-juk (de kiejtésileg játszva házi feladatuk)). A leírásban egy dialógus stílusú száról számra való vezetés az összes 15 számnak Maximum the Ryo-kun által elképzelt belső világának elkészítése egy professzionális manga készítő (mangaka) közreműködésével.
Június másodikán a zenekar egy új számukhoz, az "A-L-I-E-N"-hez adott ki videót de mint egy tréfának szánva egy véletlenszerűen áthelyeződő URL címre rakták, így a lap látogatói csak kis eséllyel láthatták a videót. A zenei videó az album címéhez, a "Yoshu Fukushu"-hoz 2013. július 26. dátummal lett kiadva. 2011-ben megelőzően az album egyik számának a "Benjo Sandal Dance"-nek (WC Szandál Tánc) a kiadását, egy lépegető gumi reklámban használták. Az "Evolution Rock"-ban a zenekar tagjai egy teljesen speciális effektekkel és sminkeléssel úgy jelentek meg mint a korai főemlősök egyedei. Tovább haladva az együttes mókázós esztétikai stílusával, a Benjo Sandal Dance szövegszerűen utal az egyik tagra Maximum the Ryo-kun-ra, pontosabban az ő szokására, miszerint rendszerint mellékhelyiségi szandálokat viselt. Ezek tradicionálisan hagyomány által megszabva csak is kizárólag a mellékhelyiségben használhatóak, sehol máshol. Ahogy a zeneszámnak a szövegében is utaltak rá, akárcsak a rajongóik által feltett gyakori kérdésekre válaszul adott feleleteikben is elmagyarázták, Maximum the Ryo-kun kizárólagosan mellékhelyiségi szandálokat hord és ezek közül is csak egy márkát a VIC-t, amely a Nishibe Chemical Co. Ltd. Dunhill által készülnek. Szeptemberben a Maximum the Hormone bejelentett egy speciális kereskedelmi árú csomagot, tartalmazva egy pólót és egy pár limitált kiadású VIC szandált a Maximum the Hormone együttes jelzésével ellátva a sarkánál.

### 2015-től napjainkig: A harmadik szünet és a "Mimi Kajiru Shinuchi"
2015 novemberében az együttes a piaci forgalomba kiadta a harmadik élő felvételes albumukat a "Deka vs. Deaka" címűt. Az album tartalmazta a teljesen újra felvett 2002-es albumuk számait, vagyis a Mimi Kajiru zeneszámait, mit egy bónusz lemez ráadás. A Maximum the Hormone együttes által újra felvett album címét megváltoztatták a korábbiról Mimi Kajiru Shinuchi-ra, ez mellett még kiadtak egy könyvet is amely tartalmazta a kottáit azoknak a zeneszámoknak, amelyek a Yoshu Fukushu albumban találhatóak és 2016 februárjában lett kiadva. Ezekben az időkben az együttes ismételten egy rövid időre szüneteltette a zenei tevékenykedést, ugyanis Nao bejelentette, hogy szándékában áll megpróbálni még egy gyermeket a világra hozni. Így a zenekar 2017-ben tért vissza azzal a bejelentéssel, hogy egy Mimi Kajiru Shinuchi turnét fognak szervezni egész japánon keresztül.

## Zenei stílusa
A Maximum the Hormone zenei együttes előadásiban különböző zenei stílusokat valósít meg. Így alapvetően előadásain nu metál és hardcore punk zenéket játszik, de játékuk magába foglal sok különböző elemet, a pop-tól a funk-on és a ska-n át egészen az extrém metálig. A számaikban ez a nagy mennyiségű stílusi elem segít különbséget tenni az együttes számai és a többi tipikus nu metál és hardcore punk együttes zeneszámai között. A zenekar ezen kívül még olyan címekkel is el van látva, mint alternatív metál, funk metál, "groove metál" és egyre gyakrabban egyes kritikusok megjegyzései szerint "metalcore". Az Allmusic-tól Alexey Eremenko egy írásában úgy nyilatkozott, hogy a Maximum the Hormone együttes kiválóan az általános pubertáskori ingerültség és ön-fontosság karakterének az igazi nu metálosai. A funky hangzás sok zeneszámban hallható, mint például a "Maximum 21st Century", ebben leginkább a basszus gitáros Ue-chan által használt csapkodó technikával érik el a hatást. Gyakran utalnak is rá az együttesen belül mint "A Csapkodó" egyaránt a rajongók által gyakran feltett kérdésekre adott válaszaikban és az egyik zeneszámukban az A-L-I-E-N – ben.

## Az együttes tagjai
- Daiszuke-han – death metal hörgés, rap (1998–napjainkig)
- Nao – dobok, háttérének, ének (1998–napjainkig)
- Maximum the Rjo – gitár, háttérének, ének (1999–napjainkig)
- Ue-csan – basszusgitár, háttérének (1999–napjainkig)

### Az együttes korábbi tagjai
- Sugi – gitár (1998–1999)
- Key – basszusgitár (1998–1999)

## Diszkográfia
- A.S.A. Crew (1999)
- Hō (2001)
- Mimi Kajiru (2002)
- Kusoban (2004)
- Rokkinpo Goroshi (2005)
- Bu-ikikaesu (2007)
- Yoshū Fukushū (2013)

| Év   | Album részletek                                                        | Elhelyezési pozíció | Minősítések (Eladási értékesítés) | Eladások |
| Év   | Album részletek                                                        | JPN                 | Minősítések (Eladási értékesítés) | Eladások |
| ---- | ---------------------------------------------------------------------- | ------------------- | --------------------------------- | -------- |
| 1999 | A.S.A. Crew - Kiadás: 1999. augusztus 29. - Kiadó: Sky Records (Japan) | —                   | —                                 | 2,000+   |
| 2005 | Rokkinpo Goroshi - Kiadás: 2005. március 2. - Kiadó: VAP Records       | 27                  | —                                 | 65,000+  |
| 2007 | Bu-ikikaesu - Kiadás: 2007. március 14. - Kiadó: VAP Records           | 5                   | JPN: Arany                        | 200,000+ |
| 2013 | Yoshū Fukushū - Kiadás: 2013. július 31. - Kiadó: VAP Records          | 1                   | JPN: Platina                      | 300,000+ |

## Hosszabbított játékok
| Év   | Album részletek                                                      | Elhelyezési pozíció | Minősítés (Eladási értékesítés) | Eladások |
| ---- | -------------------------------------------------------------------- | ------------------- | ------------------------------- | -------- |
| 2001 | Hō - Kiadó: Sky Records (Japan)                                      | —                   | —                               | 10,000+  |
| 2002 | Mimi Kajiru - Kiadás: 2002. október 23. - Kiadás: Mimikajiru Records | —                   | —                               | 15,000+  |
| 2004 | Kusoban - Kiadás: 2004. január 21. - Kiadó: Mimikajiru Records       | 72                  | —                               | 30,000+  |
| 2015 | Mimi Kajiru Shinuchi - Kiadás: 2015. november 18. - Kiadó: VAP       | —                   | —                               | —        |

## Kislemezek
| Év   | Cím                                                              | Ranglétra elhelyezések | Album            | Eladások |
| Év   | Cím                                                              | JPN                    | Album            | Eladások |
| ---- | ---------------------------------------------------------------- | ---------------------- | ---------------- | -------- |
| 2000 | "Bullpen Catcher's Dream"                                        | —                      | —                | 5,000+   |
| 2002 | "Niku Cup"                                                       | —                      | —                | 10,000+  |
| 2003 | "Enzui Tsuki Waru"                                               | 53                     | Kusoban          | 25,000+  |
| 2004 | "Rock Bankurawase/Minoreba Rock"                                 | 33                     | Rokkinpo Goroshi | 45,000+  |
| 2004 | "Hōchō Hasami Cutter Knife Dosu Kiri/Rei Rei Rei... Ma Ma Ma..." | 50                     | Rokkinpo Goroshi | 35,000+  |
| 2005 | "Zawa...Zawa...Za..Zawa......Zawa"                               | 14                     | Buiikikaesu      | 60,000+  |
| 2006 | "Koi no Mega Lover"                                              | 9                      | Buiikikaesu      | 85,000+  |
| 2008 | "Tsume Tsume Tsume/F" Arany (JPN)                                | 2                      | Yoshu Fukushu    | 150,000+ |
| 2011 | "Greatest the Hits 2011–2011" Arany (JPN)                        | 1                      | Yoshu Fukushu    | 170,000+ |

## Videó albumok
| Év   | Album részletek            | Ranglétra pozíció | Minősítés  |
| Év   | Album részletek            | JPN               | Minősítés  |
| ---- | -------------------------- | ----------------- | ---------- |
| 2005 | Debu Vs. Debu - Kiadó: VAP | 16                | —          |
| 2008 | Deco Vs. Deco - Kiadó: VAP | 2                 | JPN: Arany |
| 2015 | Deka Vs. Deka - Kiadó: VAP | —                 | —          |

## Zene videók
| Év   | Cím                                         | Album            |
| ---- | ------------------------------------------- | ---------------- |
| 2002 | "Abara Bob"                                 | Mimi Kajiru      |
| 2003 | "Rolling 1000toon"                          | Rokkinpo Goroshi |
| 2003 | "Koi no Sweet Kuso Meriken"                 | Kusoban          |
| 2004 | "Minoreba Rock"                             | —                |
| 2004 | "Rock Bankurawase"                          | Rokkinpo Goroshi |
| 2005 | "Hōchō Hasami Cutter Knife Dosu Kiri"       | Rokkinpo Goroshi |
| 2005 | "Rokkinpo Goroshi"                          | Rokkinpo Goroshi |
| 2006 | "What's Up, People?!                        | Buiikikaesu      |
| 2006 | "Zetsubō Billy"                             | Buiikikaesu      |
| 2006 | "Koi no Mega Lover"                         | Buiikikaesu      |
| 2007 | "Bu-ikikaesu!!"                             | Buiikikaesu      |
| 2007 | "Bikini. Sports. Ponchin"                   | Buiikikaesu      |
| 2008 | "Tsume Tsume Tsume"                         | Yoshu Fukushu    |
| 2011 | "Chiisana Kimi no Te / Maximum the Hormone" | Yoshu Fukushu    |
| 2013 | "A.L.I.E.N"                                 | Yoshu Fukushu    |
| 2013 | "Yoshu Fukushu"                             | Yoshu Fukushu    |